# Stazione di Manarola
Stazione di Manarola vasútállomás Olaszországban, Manarola településen.

## Vasútvonalak
Az állomást az alábbi vasútvonalak érintik:
- Pisa–La Spezia–Genova-vasútvonal

## Kapcsolódó állomások
A vasútállomáshoz az alábbi állomások vannak a legközelebb:
- Stazione di Corniglia
- Stazione di Riomaggiore

## Képgaléria

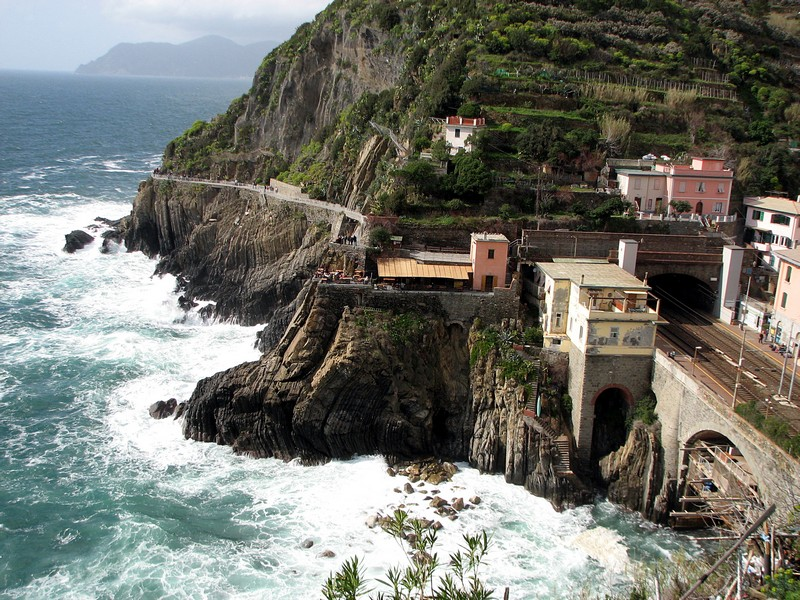
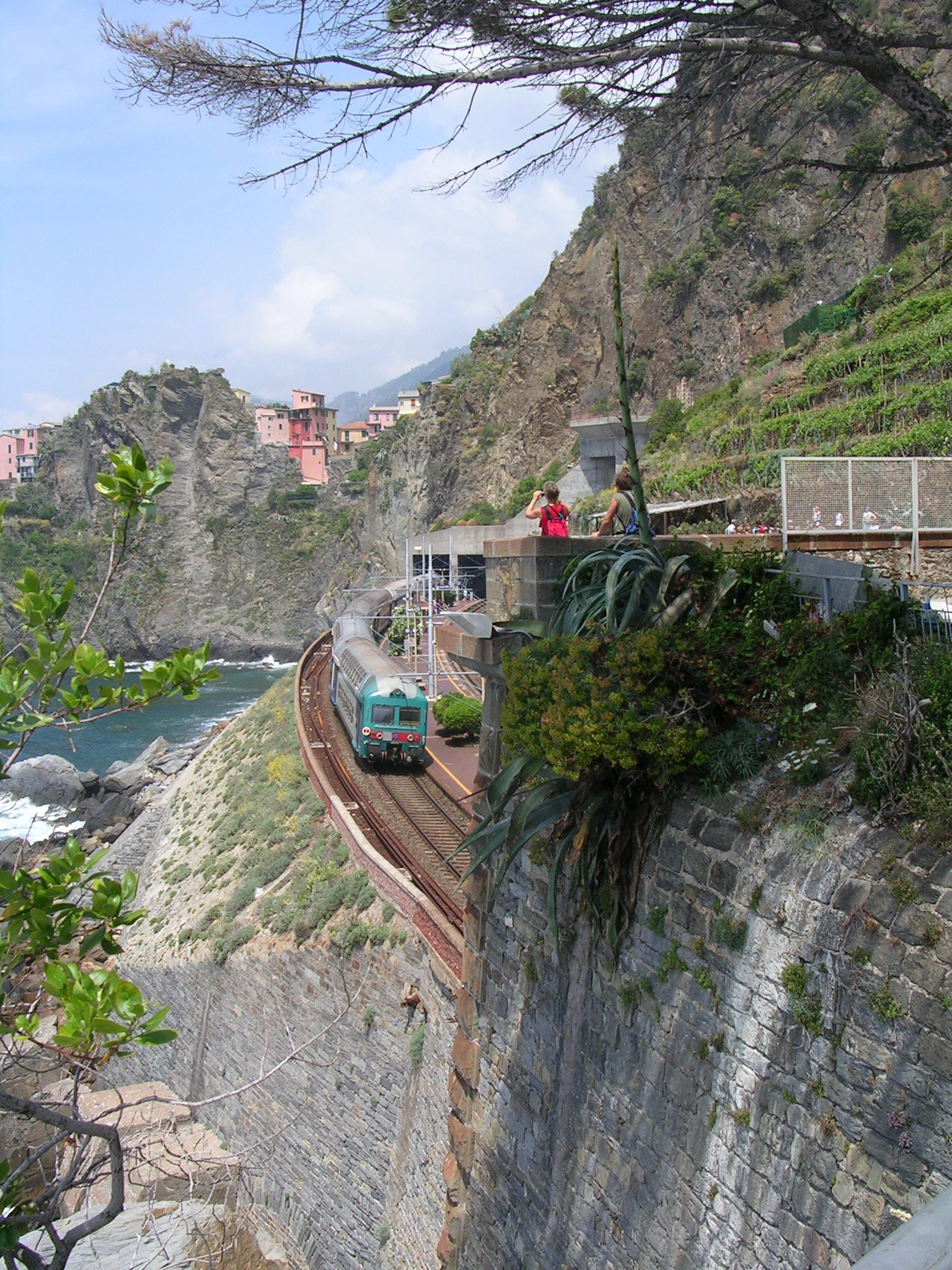
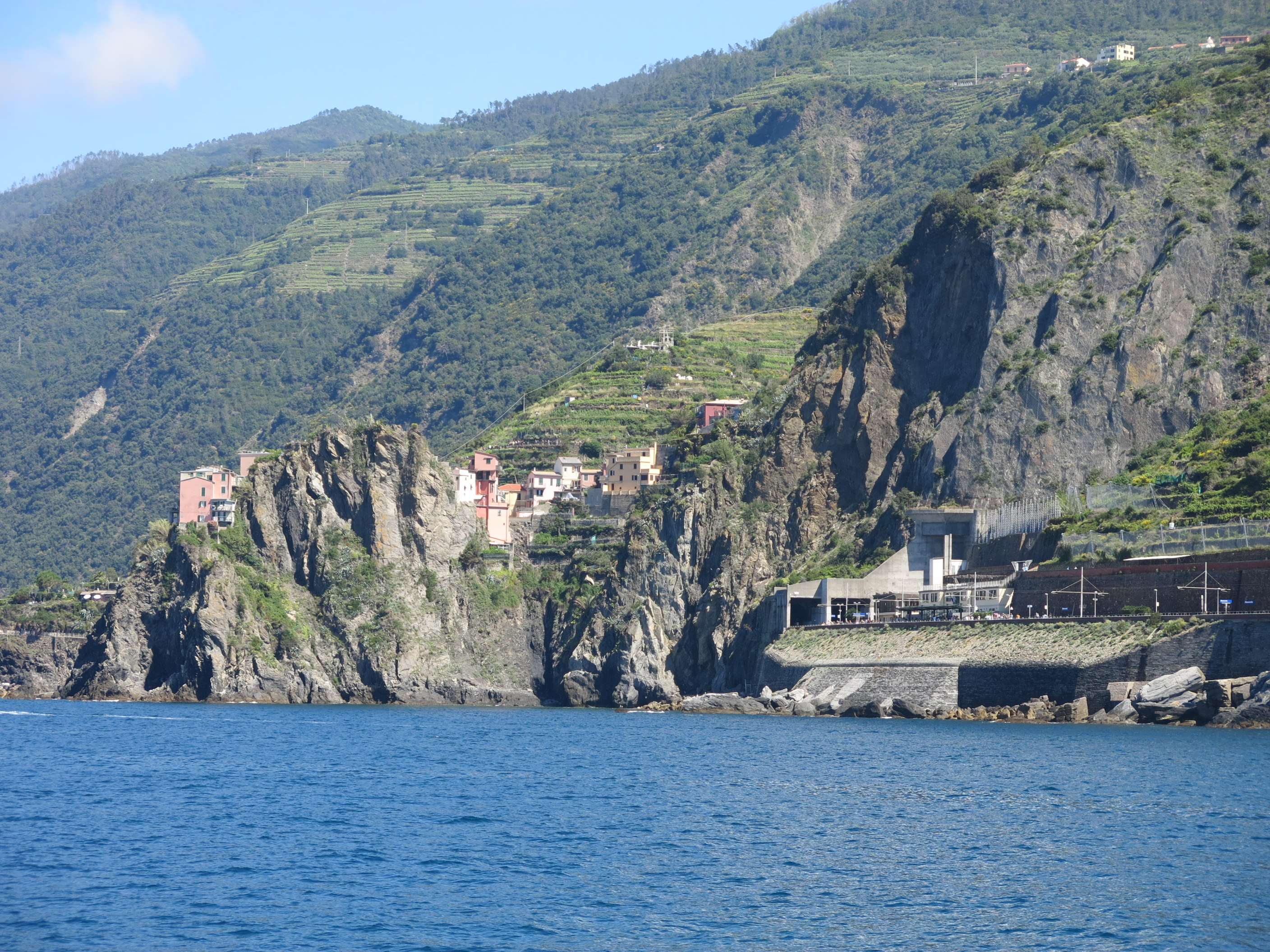
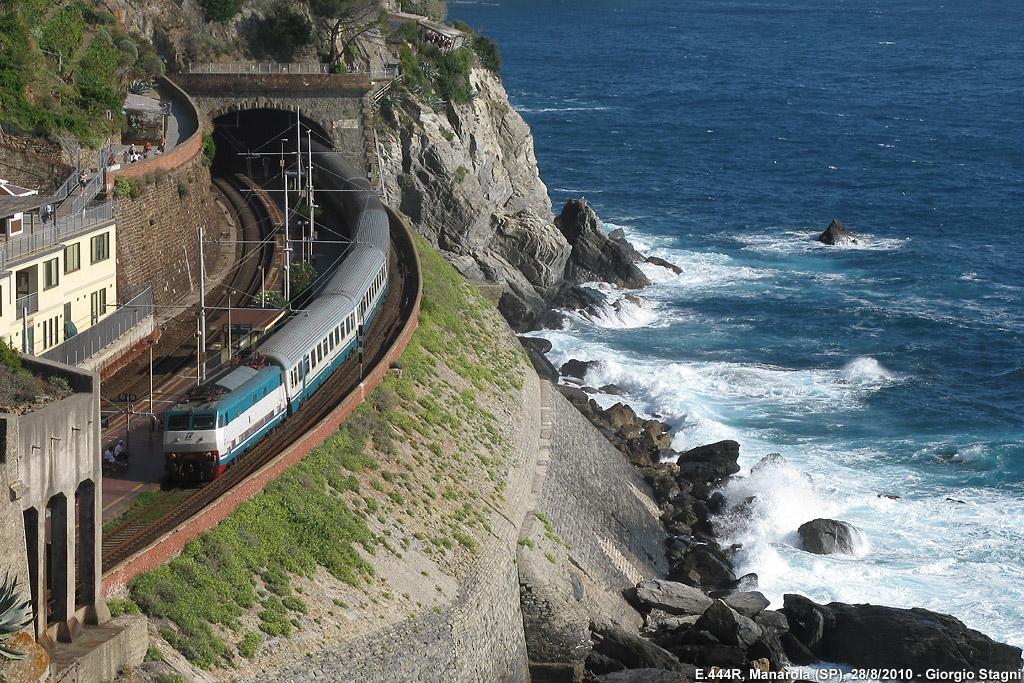
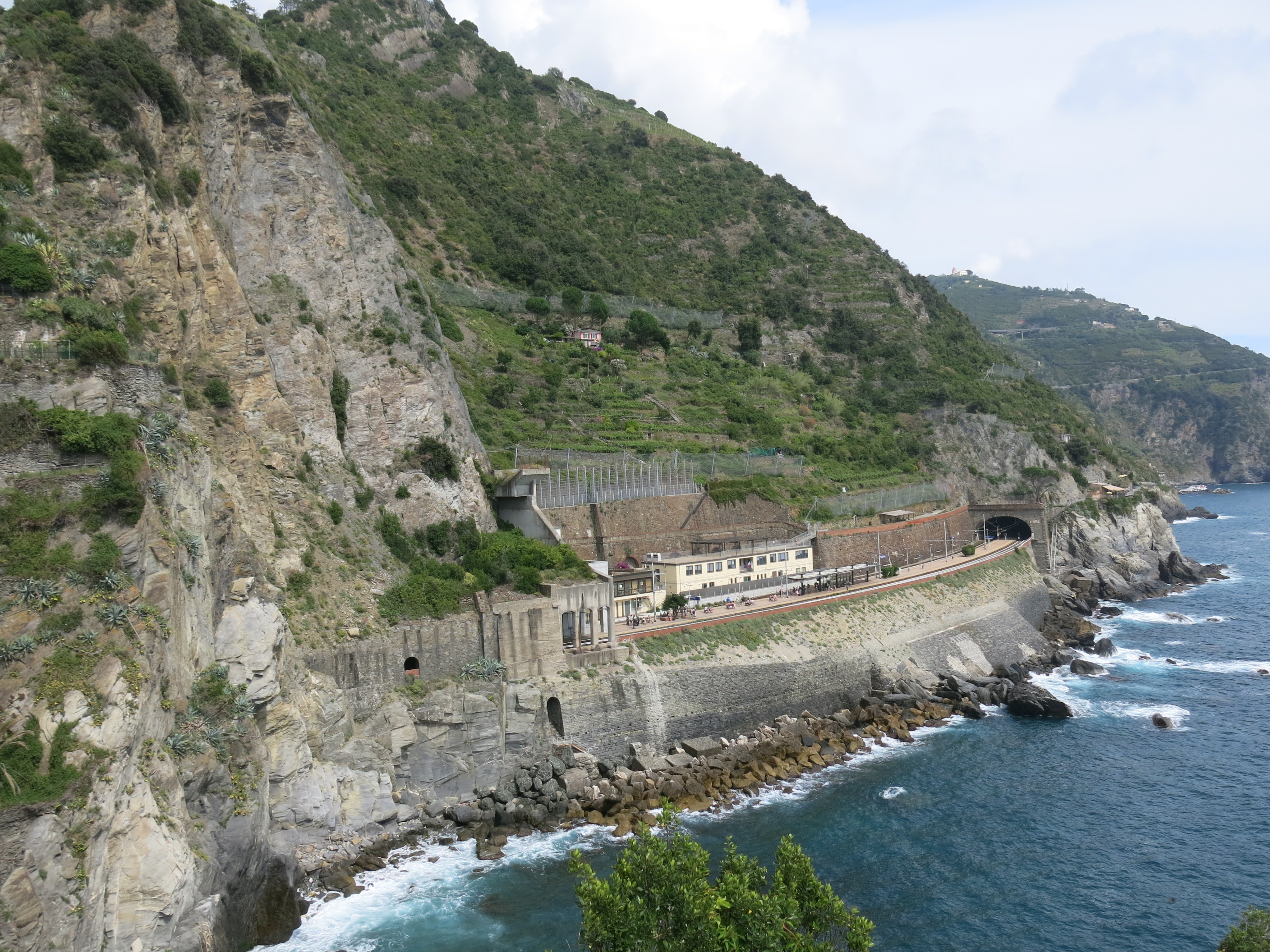
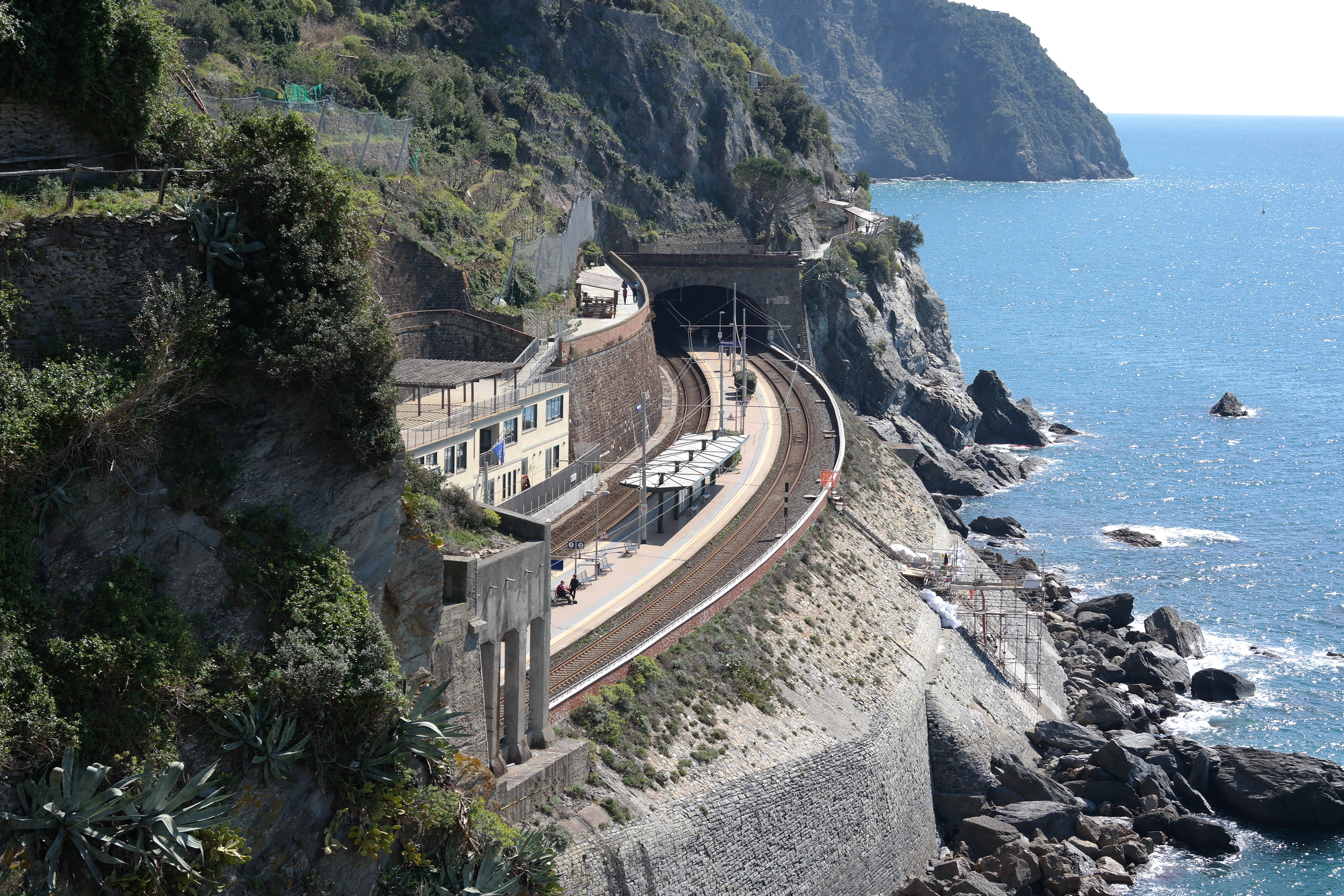
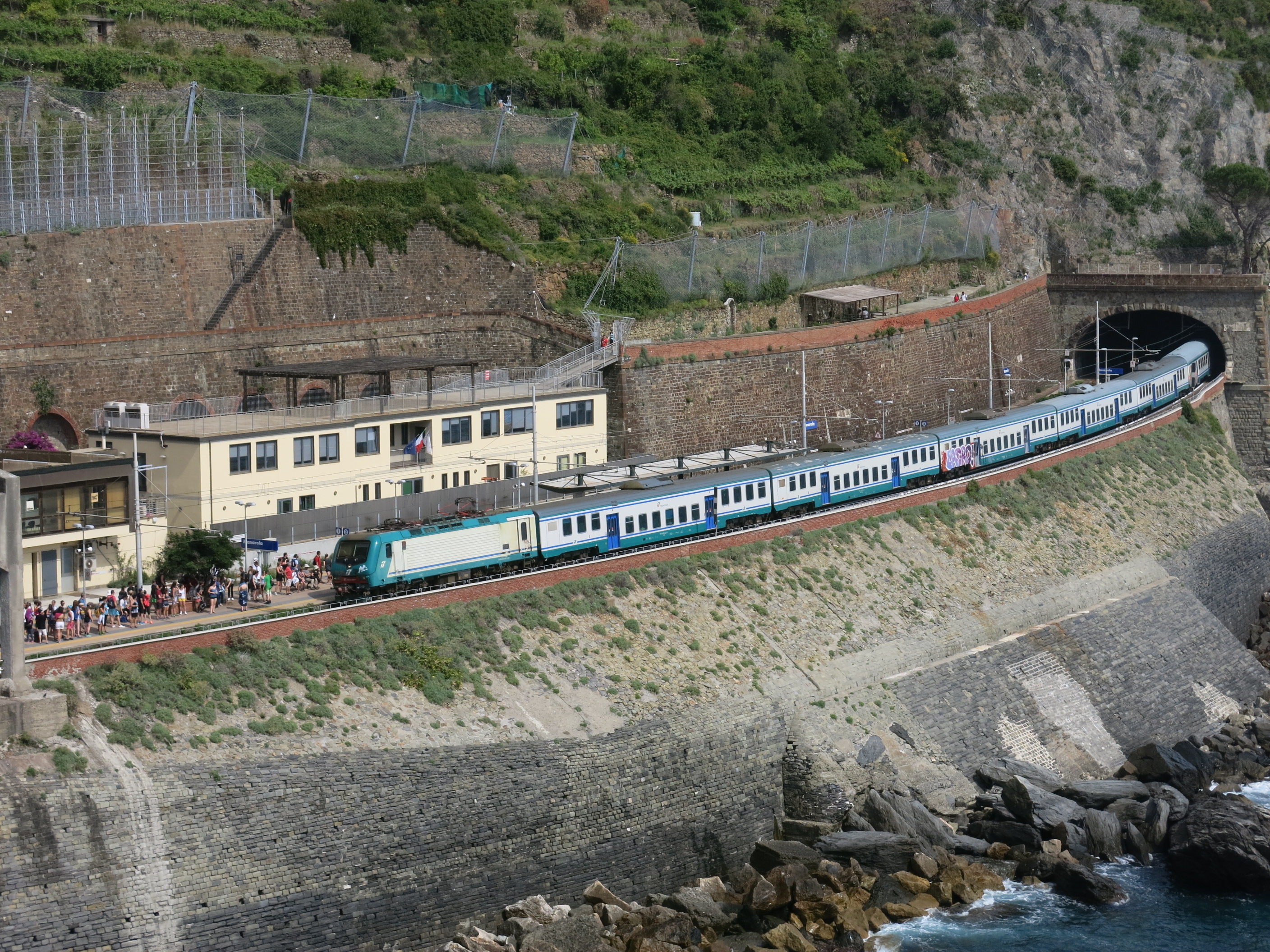
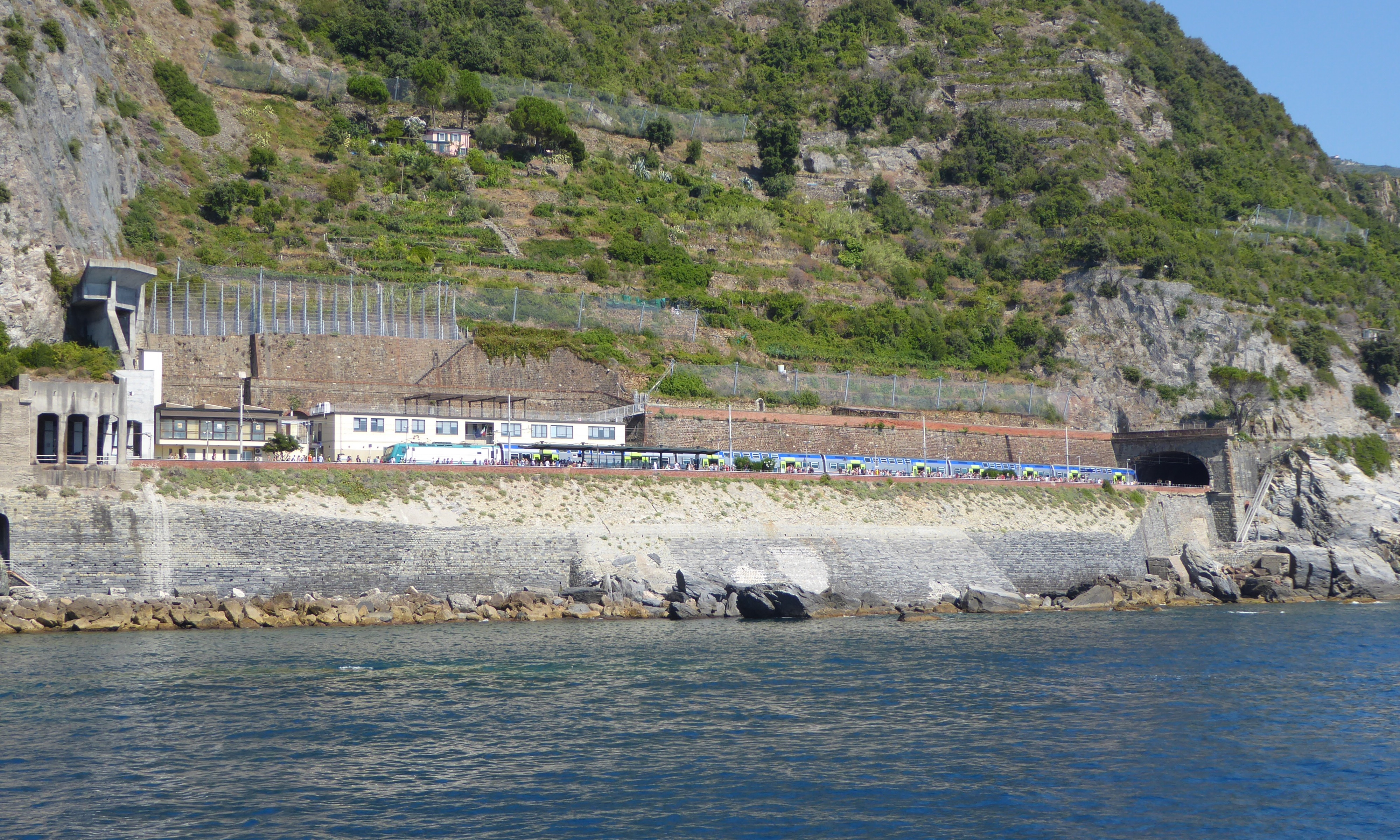